# Tərtər (Rayon)
Tərtər ist ein Rayon in Aserbaidschan. Hauptstadt des Bezirks ist die Stadt Tərtər. Westliche Teile des Bezirks befanden sich bis 2023 unter Kontrolle der international nicht anerkannten Republik Arzach.

## Geschichte
Der bereits zu Sowjetzeiten bestehende Rajon Tartar wurde während des Bergkarabachkonflikts auf Beschluss der Nationalversammlung der Republik Aserbaidschan in Verbindung mit der Auflösung der Autonomen Oblast Bergkarabach am 26. November 1991 um den Ostteil des armenisch besiedelten Rajons Mardakert mit der Stadt Mardakert erweitert. Die Streitkräfte Aserbaidschans hatten jedoch nur kurzzeitig 1992/1993 die Kontrolle über das gesamte Gebiet. 1993 kamen diese Gebiete der ehemaligen Autonomen Oblast weitgehend unter die Kontrolle der de facto unabhängigen, international allerdings nicht anerkannten Republik Arzach, wo sie zur Provinz Martakert gehören. Lediglich der östlichste Teil des ehemaligen Rajons Mardakert mit den Dörfern Marguschewan (Leninawan) und Maraga, die im Zuge des Massakers von Maraga am 10. April 1992 armenierfrei wurden, blieb dauerhaft unter aserbaidschanischer Kontrolle und ist somit auch de facto nunmehr Teil des Rajons Tərtər, ist aber bisher nicht neu besiedelt worden.
Im Zuge des Krieges um Bergkarabach 2020 eroberte die aserbaidschanische Armee weitere Teile des zuvor von Arzach kontrollierten Teils des Bezirks, insbesondere die Ortschaften Talış und Suqovuşan (Magadis) im Norden.

## Geografie
Der Rayon liegt großteils in der Ebene von Niederkarabach, das sich westlich an den Kura anschließt. Im Westengeht das Land in die gebirgigere Landschaft Bergkarabach beziehungsweise das Karabachgebirge über. Der Fluss Tərtərçay (Tartar) fließt durch den Bezirk von West nach Ost.

## Bevölkerung
Der Bezirk hat 105.000 Einwohner (Stand: 2021). 2009 betrug die Einwohnerzahl nach aserbaidschanischen Angaben 98.100. Diese verteilen sich auf 58 Siedlungen.

## Wirtschaft
Der Rayon ist landwirtschaftlich geprägt. Es werden vor allem Baumwolle, Getreide und subtropische Früchte angebaut sowie Viehzucht betrieben. Im Bezirk gibt es außerdem Vorkommen an Erdöl, Gas und Baustoffen. Es gibt einen Textilbetrieb, Werke zur Verarbeitung der Baumwolle, Molkereien und eine Maschinenbauindustrie.

## Kultur
Nahe den Dörfern Beyimsarov, Evoglu und Borsunlu befinden sich Gräber aus der Bronze- und Eisenzeit. In der Stadt Tərtər steht eine schiitische Freitagsmoschee (Tərtər Cümə məscidi). Außerhalb aserbaidschanischer Kontrolle befindet sich im Gebiet der Karabach-Armenier die armenischen Klöster Jegische Arakjal, Horekawank und Jeriz Mankanz. Außerdem liegen im Bezirk ein Mausoleum und ein antiker Tempel.